# Çandarli (II) Ibrahim Paixà
Çandarli (II) Ibrahim Paixà (turc: Çandarlı İbrahim Paşa)  (1429 (Gregorià) - batalla naval de Zonchio, 1499 (Gregorià)) anomenat el Jove, fou un estadista otomà que va servir com a gran visir otomà de 1498 a 1499. Fill del gran visir Çandarli Halil Paixà (1429-1500). Va ocupar diversos càrrecs com cadi a Edirne, kadiasker, visir lala, kadiasker de Rumèlia (1485) i visir (1486). Es va convertir en segon visir quan Bayezid II va pujar al tron el 1481. Quan Hersekzade Ahmet Pasha va ser destituït del seu càrrec, el 1498 fou nomenat gran visir al lloc de Hersekli Ahmed Paixà. L'any següent es va unir a la campanya veneciana amb Sultà Bayezid. Va morir el 1500 al campament militar prop de Naupaktos, durant la campanya de Lepant. Un fill fou fill beglerbegi de Diyarbekir i un altre (Isa Pasha) beglerbegi de Damasc.
Va tenir dos fills anomenats Hüseyin i İsa que van servir a Selim I i Suleyman I en diferents posicions. Va fer construir obres benèfiques com mesquites, banys i madrasses a ciutats com Istanbul, Bursa, Aksaray i Kastamonu.